# Таубе Михайло Олександрович
Барон Михайло Олександрович фон Таубе (15 травня 1869 року, Павловськ, Санкт-Петербург — 29 листопада 1961 року, Париж) — російський юрист-міжнародник, історик, дипломат, католицький богослов, державний діяч. Виходець із старовинного шведсько-німецького роду фон Таубе, відомого з XIII століття, одна з гілок якого (прибалтійська — остзейського) виявилася на службі у російського престолу.

## Біографія
У 1887 році закінчив із золотою медаллю 6-ту петербурзьку гімназію, а в 1891 — юридичний факультет Петербурзького університету з дипломом I ступеня (за роботу «Рецепція римського права на Заході»). 1 грудня 1891 року був залишений при університеті для приготування до професорського звання по кафедрі міжнародного права. Був учнем відомого юриста-міжнародника, професора Федора Мартенса.
28 травня 1896 року був затверджений у ступені магістра міжнародного права, а 29 листопада 1899 року — доктора міжнародного права. З 1 січня 1897 року він викладав у Харківському університеті, в 1903–1911 рр. — У Петербурзькому університеті (змінив на кафедрі свого вчителя Федора Мартенса), в 1909–1917 рр. — в училищі правознавства. Професор. Був членом-засновником Російського товариства морського права (1905 рік).

## На дипломатичній службі
З 2 січня 1892 року і до 1917 року був співробітником Міністерства закордонних справ Російської імперії. Працював у юрисконсультській частини міністерства під керівництвом Ф. Ф. Мартенса. Віце-директор Другого департаменту МЗС (з 1905 року), згодом радник (з 1907 року), неодмінний член Ради цього міністерства. В 1904–1905 роках брав участь, як юридичний представник Росії, в Паризькій міжнародній слідчій комісії у справі про Гулльського інциденту, разом з адміралом Федором Дубасовим зіграв вирішальну в успішному захисту російських інтересів у цій складній справі. У 1908–1909 роках — уповноважений Росії на конференції з морського права в Лондоні. З 18 листопада 1909 року був представником Росії в Постійної палати Міжнародного третейського суду в Гаазі. Йому доводилося давати численні роз'яснення, готувати довідки та надавати консультації з питань міжнародного права. В 1914 році, за кілька тижнів до початку Першої світової війни, переконав уряд Росії вилучити з німецьких банків все російське золото що зберігалося там.

## Робота в Уряді
З 22 квітня 1911 року був товаришем міністра народної освіти. Був найближчим співробітником міністра Лева Кассо, як і він, дотримувався консервативних політичних поглядів. Після смерті Кассо, з 19 жовтня 1914 по 11 січня 1915 року тимчасово керував міністерством. Неодноразово виступав у Державній думі (з питання про виділення з Царства Польського Холмської губернії в 1912 році та ін.) Брав участь у розробці закону про введення загального початкового навчання.11 лютого 1915 року був призначений сенатором, таємним радником. 1 січня 1917 року став членом Державної Ради за призначенням, член фракції правих.

## Громадська діяльність
Був дійсним членом Імператорського Історичного товариства (1912), Імператорського Товариства ревнителів історичного просвітництва (1914), почесним членом Московського археологічного інституту (1912), Вітебської (1909), Тульської (1913) і Псковської (1916) губернських вчених архівних комісій і Псковського археологічного товариства (1916). Професійно займався генеалогією, автор досліджень з історії родів фон Таубе і фон Ікскюль. Був одним з головних розробників Статуту Російського генеалогічного товариства (1897), був його членом-засновником. 15 березня 1914 року він був обраний товаришем голови цього Товариства. З 14 травня 1905 дійсний член Історико-родовідного товариства в Москві. Автор наукових праць, присвячених походженням російської держави і хрещенню Русі, взаєминам Русі і католицької церкви.
Був дійсним членом Санкт-Петербурзького філософського товариства (1906), почесним членом Товариства класичної філології та педагогіки в Санкт-Петербурзі (1913). В еміграції видав збірку віршів «Видіння і думи». Мемуарист. Активно готував підписання Міжнародного Пакту з охорони культурних та історичних цінностей (Пакт Реріха і Прапор Миру) наприкінці 20-х початку 30-х років в Європі і США, який був підписаний у США 15 квітня 1935, і на основі якого в Гаазі в 1954 році була підписана конвенція з охорони і захисту культурних цінностей під час військових конфліктів.

## Еміграція
З 1917 — в еміграції. Член Особливого комітету у справах росіян в Фінляндії (1918), міністр закордонних справ у сформованому в Фінляндії уряді у вигнанні під керівництвом Олександра Трепова (1918). Потім жив у Швеції (читав лекції з історії міжнародних відносин і міжнародного права в Упсальському університеті) і Німеччини. З 1928 року жив в Парижі, де викладав у філії Російського інституту при юридичному факультеті Паризького університету і в Європейському центрі Фонду Карнегі за міжнародний мир. Входив до складу вченої ради Російського наукового інституту в Берліні, читав лекції в ряді університетів Німеччини та Бельгії. Продовжував займатися дослідженням питань міжнародного права. Член Академії міжнародного права в Гаазі. У 1932–1937 — професор Мюнстерського університету (Німеччина), після розірвання з ним контракту (за особливим розпорядженням з Берліна) повернувся до Парижа. Член Вищої Монархічного Ради і Товариства «Ікона» в Парижі. У 1930-х роках був юрисконсультом великого князя Кирила Володимировича. Був членом Російського історико-родовідного товариства в США. Парафіянин храму Святої Трійці в Парижі, учасник Російського апостоляту, публікувався в бюлетені «Наш прихід».

## Наукові праці
- Таубе М.А. Международный конгресс на Волыни в 15 ст. – Русский вестник, 1898 г., № 5, с.[1]
- История зарождения современного международного права. том I, СПб., 1894; том II, Харьков, 1899.
- Христианство и организация международного мира. 2-е изд., М., 1905.
- Система междугосударственного права. СПб, 1909.
- Восточный вопрос и австро-русская политика в первой половине XIX столетия. — Пг., 1916.
- Вечный мир или вечная война? (Мысли о Лиге Наций). — Берлин, 1922.
- Етюди про історичний розвиток міжнародного права в Східній Європі. 1926 (французькою мовою).
- Рим и Русь в домонгольский период. Париж, 1928.[2].
- Аграфа: О незаписанных в Евангелии изречениях Иисуса Христа. — Варшава, 1936. — 150 с. (также: М.: Крутицкое Патриаршее Подворье, 2007).
- Познаниеведение (гносеология) по Славянофильству. — Петроград: Тип. М. И. Акинфиева, 1912 [3]
- Аграфа у Отцов Церкви. Варшава, 1937.
- Аграфа в древнехристианских апокрифах. Париж, 1947.
- Аграфа в иудейских и магометанских писаниях. Париж, 1951.
- Імператор Павло I — великий магістр Мальтійського ордену. Париж, 1955 (французькою мовою).
- «Зарницы»: воспоминания о трагической судьбе предреволюционной России (1900–1917). М., 2006.

## Сім'я
- Батько — Олександр Фердинандович (19 серпня 1834 — 12 липня 1897), інженер.
- Мати — Ганна Яківна, уроджена Буторова (1833–1916).